# Міжстатева дружба
Міжстатева дружба — платонічні стосунки між двома людьми різної статі або гендеру. Існує кілька типів міжстатевої дружби, і всі вони визначаються тим, чи кожна зі сторін відчуває романтичний потяг одна до одної, чи відчуває, що інша зацікавлена. Існує кілька теорій, які пояснюють існування такої дружби. Було проведено дослідження про те, чому чоловіки і жінки ініціюють такі стосунки, як їх сприймають інші, які наслідки для дітей мають міжстатеві дружні стосунки тощо. Міжстатева дружба також може створювати проблеми для тих, хто в ній бере участь, якщо один з учасників або обидва мають або колись мали романтичні почуття до іншого.

## Фон
Міжстатева дружба відіграє велику роль у соціальних стосунках як чоловіків, так і жінок. Вони можуть бути причиною ускладнень через потенційні романи або сексуальні взаємини. Монсур визначає міжстатеву дружбу як «добровільні, несімейні, неромантичні стосунки між жінкою та чоловіком, у яких обидві особи позначають своє спілкування як дружбу». Однак лише тому, що ця дружба позначена як «неромантична», не можна вважати, що в ній немає романтичного чи сексуального підтексту.
Ґерреро та Чавес припускають, що існує чотири типи міжстатевої дружби: взаємна романтика, строго платонічна дружба, бажання романтики та відкидання романтики. У міжстатевій дружбі «взаємної романтики» один із учасників хоче романтичних стосунків з іншою особою і вірить, що та хоче того ж. У «чисто платонічних» стосунках індивід вірить, що інший хоче бути лише платонічними друзями без жодної думки про роман. У міжстатевій дружбі «бажання романтики» одна особа хоче, щоб дружба стала романтичними стосунками, але не вірить, що інша людина цього хоче. У міжстатевих стосунках «відкидання романтики» одна людина не хоче, щоб стосунки стали романтичними, але вірить, що друг цього хоче. Кожен із цих стилів дружби базується на цілях і поглядах людини. Інші теорії та дослідження обговорюють причини та переваги міжстатевої дружби.

## Основні теорії

### Еволюційна теорія
Блеске-Речек та ін. припускають, що міжстатева дружба є частиною еволюційних стратегій спарювання людей. Сучасні стратегії спарювання несвідомо мотивують людей вступати в міжстатеві дружні стосунки, оскільки це дає їм більше можливостей для спарювання. Як наслідок, люди в межах таких міжстатевих дружніх стосунків часто відчувають потяг до іншої особи, навіть якщо цей потяг є абсолютно ненавмисним. Ця еволюційна теорія передбачає, що міжстатеві дружні стосунки формуються чоловіками для сексуального доступу та жінками для захисту. Це демонструє один зі способів, у який міжстатева дружба слугує, частково, довгостроковою стратегією пошуку партнера. Наявність більшої кількості можливостей для спарювання є еволюційною перевагою, однак потяг до різностатевих друзів створює негативні соціальні наслідки. Особливо це стосується молодих людей, яких приваблюють різностатеві друзі, оскільки ці люди повідомляють про менше задоволення від своїх поточних романтичних стосунків. Дорослі середнього віку також схильні вважати потяг до друзів різної статі радше негативним явищем, ніж позитивним.

### Теорія соціального навчання
Теорія соціального навчання передбачає, що якщо міжстатева дружба є результатом бажання сексуального доступу та захисту, це тому, що вона імітує іншу міжстатеву дружбу. Більшість популярних телевізійних шоу та фільмів припускають, що метою формування міжстатевої дружби є романтичні стосунки. Люди вчаться на дружбі, яку вони бачать у масовій культурі, і моделюють свою поведінку за нею.
Віддавати перевагу одностатевим стосункам — це суспільна норма, якій привчають дітей змалку. Ця гомосоціальна норма заохочує одностатеву дружбу на ранньому етапі, що формує те, як підлітки бачать і оцінюють міжстатеву дружбу. Культурні правила щодо дружби та статі впливають на формування міжособистісних стосунків. З цієї причини уявлення про міжстатеву дружбу можуть відрізнятися залежно від місця. У той час як різні культури по-різному сприймають стосунки між статями, дослідження показали, що схожі ідеали дружби існують у всьому світі в таких регіонах, як США, Європа та Східна Азія. Крім того, підліткові визначення міжстатевої дружби дуже збігаються з визначеннями, наданими дорослими, що свідчить про те, що діти розвивають сприйняття цього питання, наслідуючи думку дорослих у своєму житті.
У підлітковому віці починає формуватися різниця між романтичними стосунками та платонічною дружбою, на що впливає особистий досвід, а також вплив медіа та популярної культури. Підлітки вчаться із зображень романтики на телебаченні та будують власні стосунки на цих уявленнях. Популярні медіа романтизують і сексуалізують взаємодію між людьми протилежної статі, що призводить до культурного очікування сексуального потягу в міжстатевих стосунках. Ця поширена концепція змушує невеликий відсоток населення вважати, що чоловік і жінка не можуть існувати лише в платонічній дружбі.

### Скляна перегородка
Кім Елсессер і Летиція Енн Пеплау виявили, що професійне середовище на робочому місці та підвищена обізнаність про сексуальні домагання можуть перешкоджати формуванню міжстатевої дружби. Бар'єр між чоловіками та жінками, які утворюють міжстатеві дружні стосунки на професійному робочому місці, називають «скляною перегородкою» через його схожість зі скляною стелею, яка заважає жінкам досягти вищих рівнів керівництва корпораціями. Скляна перегородка ставить у невигідне становище жінок, які працюють на робочих місцях, де переважно працюють чоловіки, оскільки жінки мають менше можливостей для спілкування. Скляна перегородка виникає через побоювання, що дружелюбність до друга різної статі буде неправильно витлумачена ним і колегами як романтичний або сексуальний інтерес, що гумор може сприйматися друзями різної статі як сексуальне домагання, а теми розмови можуть бути сприйняті як образливі для міжстатевих друзів.
Коли колеги або інші треті особи сприймають міжстатеву дружбу на робочому місці як романтичну, такі стосунки часто сприймаються негативно, завдаючи шкоди як працівникам, так і працівницям. Це занепокоєння стає особливо поширеним, коли йдеться про дружбу між представниками різних статей між керівниками та підлеглими. Цілком ймовірно, що такі стосунки можуть бути неправильно витлумачені, оскільки часто підлеглий може сприйматися як такий, що намагається досягти успіху, щоб просунутися по службі.
Сексуальні домагання також можуть перешкоджати розвитку міжстатевої дружби. Типовою практикою в компаніях і організаціях є наявність політики протидії сексуальним домаганням і проведення тренінгів щодо них. Через таку підвищену обізнаність про випадки сексуальних домагань багато людей відмовляються від міжстатевих дружніх стосунків, оскільки вони іноді можуть бути неправильно витлумачені представниками протилежної статі. У дослідженні, проведеному Elsesser і Peplau, зазначалося, що більшість опитаних чоловіків часто попередньо обмірковують теми для розмови з жінками-колегами, побоюючись, що їхні коментарі можуть бути неправильно витлумачені як сексуальні домагання. У випадках таких неправильних звинувачень багато хто воліє уникнути можливості такої ситуації, уникаючи розвитку міжстатевої дружби замість того, щоб мати справу з можливими хибними уявленнями.
Крім того, повідомлялося, що часто чоловіки бояться образити протилежну стать певними темами для розмови. Наприклад, консультант з управління, опитаний Elsesser та Peplau, заявив, що він зазвичай розділяє за статевою ознакою жарти чи гумор, які він висловлює на робочому місці, побоюючись, що це може образити колегу-жінку. І навпаки, жінки часто кажуть, що, хоча вони не відчувають, що так сильно цензурують свої розмови, проте часто відчувають стриманість і напругу поряд з чоловіками, що робить дружбу незручною та ускладнює її розвиток.
Страх створити міжстатеву дружбу на робочому місці стає проблемою, оскільки дружба між колегами може бути особливо важливою для розвитку кар'єри. Дружба може надати будь-якій людині доступ до інформації, спілкування та емоційної підтримки, що є цінним для продуктивності роботи. Отже, коли хтось обмежується дружніми стосунками з особами однієї статі, вони, звичайно, позбавляються просування на роботі.

## Основні емпіричні висновки
Були проведені дослідження в таких сферах, як потяг, захист, сприйняття, міжстатева дружба в процесі розвитку, а також дотики і сексуальна активність між друзями різної статі. Ці дослідження виявили, що міжстатева дружба має певні еволюційні та соціальні переваги. Однак існують і деякі негативні соціальні наслідки.

### Тяжіння
У міжстатевій дружбі чоловіки вважають сексуальний потяг і бажання сексу більш важливою причиною для початку дружби, ніж жінки. Крім того, чоловіки відчувають більший сексуальний потяг до своїх друзів протилежної статі і частіше, ніж жінки, мають бажання вступити в сексуальні стосунки зі своїми друзями протилежної статі. Блеске-Речек та ін. виявили, що чоловіки переоцінюють, наскільки сильно їхні друзі-жінки приваблюють їх. Жінки рідше хочуть зустрічатися зі своїми друзями-чоловіками, якщо вони перебувають у серйозних стосунках, але чоловіки мають однакове бажання зустрічатися зі своїми подругами, незалежно від того, зустрічається останні з кимось чи ні. Вони припускають, що бажання чоловіка зустрічатися з подругою не змінюється від того, перебуває вона у стосунках чи ні. Це пов'язано з чоловічими стратегіями спарювання, які зосереджені на пошуку короткострокових партнерів. Крім того, вони припускають, що чоловіки прагнутимуть до різностатевої дружби як самотні, так і в стосунках, тоді як жінки менш схильні шукати різностатевих друзів, коли вони з кимось зустрічаються.
Потяг у міжстатевій дружбі може викликати проблеми з різних причин. У дослідженні Галаціса і Крістакіса учасники називали соціальний тиск й емоційну вразливість як причини сексуального потягу, що виникає в різностатевій дружбі. Соціальний тиск, який може спровокувати сексуальний потяг між різностатевими друзями, — це сприйняття їхніх стосунків іншими друзями, а емоційна вразливість у поєднанні з близькістю може спровокувати сексуальний потяг. Коли сексуальний потяг розвивається в дружбі, він може її зіпсувати, і люди стверджують, що їхня поведінка часто змінюється. Сексуальний потяг у різностатевій дружбі часто вирішується одним із трьох способів: управління цим потягом через спілкування або внутрішнє рішення не реалізовувати потяг, щоб зберегти дружбу; сексуальні стосунки формуються, а потім розвіюються; або секс стає частиною дружби. Коли учасників дослідження Галаціса і Крістакіса запитали про їхній досвід сексуального потягу в міжстатевій дружбі, понад 50 % відчували потяг, і понад 50 % з цієї групи висловлювали або діяли відповідно до свого сексуального потягу. Однак чоловіки мали тенденцію відчувати більший потяг до своїх різностатевих друзів, а також вищу схильність діяти на основі цього потягу. Лише 16 % респондентів, які задовольняли свій сексуальний потяг, стверджували, що в результаті їхня дружба закінчилася, в інших випадках дружба залишилася непорушною або трансформувалася в романтичні стосунки.
Рідер виявив, що існує чотири типи потягу в міжстатевій дружбі: суб'єктивний фізичний/сексуальний потяг, об'єктивний фізичний/сексуальний потяг, романтичний потяг і дружній потяг. Суб'єктивний фізичний/сексуальний потяг виникає, коли один з учасників дружби відчуває фізичний потяг до іншого. Об'єктивний фізичний/сексуальний потяг виникає тоді, коли одна людина вважає іншу привабливою в цілому, але не відчуває до неї потягу. Романтичний потяг у міжстатевій дружбі виникає тоді, коли один з учасників дружби бажає перетворити дружбу на романтичні стосунки, бо вважає, що з нього чи неї вийде гарна дівчина чи хлопець. Дружній потяг — це коли людина відчуває платонічний зв'язок зі своїм другом. Ці чотири типи можуть співіснувати разом у дружбі, а можуть проявлятися окремо. Крім того, тип потягу, який людина відчуває в міжстатевій дружбі, може змінюватися з часом. У вибірці Ріда дружній потяг є найпоширенішим типом потягу в міжстатевій дружбі. Навіть коли учасники відчували інші типи потягу в міжстатевій дружбі, вони надавали перевагу дружньому потягу, щоб не зруйнувати стосунки.

### Захист
Історично склалося так, що жінки є більш вразливими через менший зріст і меншу силу, в середньому, порівняно з чоловіками. Таким чином, жінки постійно потребували захисту для себе. Шукати захисту від чоловіків було б еволюційною перевагою, оскільки жінки, які так роблять, підвищують свій репродуктивний успіх, що спричинило еволюційну перевагу чоловіків, які готові і здатні запропонувати захист. Тому не дивно, що Bleske-Rechek & Buss виявили, що жінки вважають фізичний захист більш важливою причиною для початку дружби з протилежною статтю, ніж чоловіки, і що дружба з протилежною статтю є стратегією, яку жінки використовують для отримання фізичного захисту.
У цьому відношенні історично вважалося, що чоловіки мають перевагу в міжстатевих стосунках, оскільки кількість ресурсів, які вони можуть запропонувати у стосунках, перевищує кількість ресурсів жінок. З точки зору принципів обміну в рамках дружби, жінки отримають більше користі, ніж чоловіки. Тоді як жінки можуть вступати в міжстатеві дружні відносини для захисту, чоловіки можуть вступати в них для можливості сексуальних контактів. Ці взаємодії є бажаними, оскільки чоловіки можуть поширювати свої гени через потенційних нащадків. Натомість жінки можуть отримати вигоду від цього типу міжстатевої дружби через зацікавленість своїх друзів у потенційному потомстві. У зв'язку з цим чоловіки в цих міжстатевих стосунках приділятимуть час і енергію догляду та захисту своїх потенційних дітей, що буде корисно для жінок у цих стосунках. Таким чином, у міжстатевій дружбі було виявлено, що чоловіки зазвичай більше зацікавлені в романтичних стосунках через їх потенційну користь, як спостерігалося в опитуванні студентів і студенток коледжу.

### Сприйняття
Те, як інші люди сприймають друзів різної статі, може вплинути на саму дружбу. Міжстатеві друзі іноді стикаються з проблемою аудиторії в своїх соціальних групах, яка виникає, коли інші люди припускають, що вони перебувають у романтичних або сексуальних стосунках, і міжстатеві друзі мають у відповідь представляти себе просто друзями. Шуновер і МакЮен стверджують, що, оскільки романтичні стосунки між чоловіком і жінкою є нормою, люди часто припускають, що міжстатева дружба має потенціал перерости в більш інтимні стосунки. Різні типи міжстатевої дружби по-різному сприйматимуть виклик глядачів. Строго платонічні друзі найменше сприятимуть виклику аудиторії, тоді як спільні романи мають найбільшу ймовірність зіткнутися з викликом аудиторії. Кількість міжстатевих друзів, які має людина, також відіграє роль у тому, як сприймається її міжстатева дружба. Коли людина має численні міжстатеві дружні стосунки, у неї набагато менше шансів зіткнутися з викликом аудиторії.
Згідно з результатами дослідження, в якому брали участь молоді люди, які мають міжстатеві дружні стосунки, виявилося, що вони проводять значну кількість часу, думаючи про те, як їхні стосунки сприймають інші люди. Якщо однолітки з їхньої соціальної мережі друзів хочуть або вважають, що міжстатева дружба є романтичною, то потенційно можуть виникнути проблеми в інших стосунках. Наприклад, якщо один з учасників дружби має романтичного партнера, ця людина може почати ревнувати або підозрювати, що може створити напругу і зруйнувати міжстатеву дружбу. Таким чином, думка навколишньої соціальної мережі про міжстатеву дружбу може змінити ступінь, до якого друзі повинні турбуватися про виклик, який кидає їм аудиторія. Іншими словами, зі збільшенням підтримки в мережі міжстатевої дружби як суто платонічних стосунків, виклик аудиторії зменшується. Однак, хоча виклик аудиторії може бути проблематичним питанням для певних типів міжстатевої дружби, виявилося, що він не є поширеним явищем у міжстатевій дружбі загалом. Одним із головних атрибутів цього відкриття було те, що учасники міжстатевої дружби могли ефективно спілкуватися один з одним, а також своєю соціальною мережею про природу їхніх стосунків і те, як їх сприймають.

### Дитяча та підліткова міжстатева дружба
Міжстатева дружба в дитинстві та підлітковому віці часто має величезний вплив на міжстатеву дружбу дорослих. Успішне встановлення міжстатевих стосунків у дитинстві часто свідчить про те, що ці люди зможуть створити позитивні міжстатеві дружні стосунки пізніше в житті. Таким чином, рання міжстатева дружба є основою для подальших соціальних взаємодій. Соціальні навички та поведінка дітей можуть змінюватися залежно від того, чи є у них переважно одностатеві або різностатеві друзі. Одне дослідження, проведене Ковачем, Паркером і Гоффманом, виявило, що діти, які переважно мали друзів протилежної статі, сприймалися іншими як більш агресивні, але менш сором'язливі. Крім того, вчителі сказали, що діти, які мали переважно друзів протилежної статі, мали нижчу успішність і соціальні навички, але стикалися з меншими стереотипами щодо гендерних ролей і були краще пристосовані до соціальної атмосфери, ніж діти з невеликою кількістю друзів загалом. Результати дослідження Ковача, Паркера та Гоффмана показують, що діти, які мають найкращого друга протилежної статі, мають гірші соціальні здібності. Проте, коли у дітей є друзі переважно однієї статі, але є й міжстатеві дружні стосунки, вони, як правило, краще пристосовані та мають сильніші соціальні навички. Додаткові дослідження, проведені Беллом і Калміном, виступають проти цих негативних спостережень за міжстатевою дружбою у дітей, дійшовши висновку, що міжстатева дружба допомагає дітям подолати бар'єри спілкування з протилежною статтю, надаючи їм перевагу в їхніх соціальних і комунікаційних навичках пізніше. Їхні дослідження також показали, що міжстатева дружба у дітей включає в себе сильніші відчуття піклування та близькості, яких бракує одностатевій дружбі.
Міжстатева дружба в підлітковому віці дуже відрізняється від дитинства. У підлітковому віці міжстатева дружба не тільки більше сприймається однолітками, але й може підвищити соціальний статус людини серед одностатевих однолітків. Дослідження підлітків 6-8 класів, проведене Малов-Іроффом, виявило, що підлітки часто використовують різностатевих друзів як шлях до популярності, оскільки діти, які мають одностатевих і одностатевих друзів, більше сприймаються представниками обох статей. Підлітки здебільшого шукають комунікабельних міжстатевих друзів, оскільки від них очікують менше, ніж від одностатевих друзів. Інше дослідження, проведене Амі Флам Куттлер, Аннет М. Ла Ґрека та Мітчеллом Дж. Прінштейном, опитало 223 учнів з 10 по 12 класи. Дослідження прийшло до висновку, що хоча кількість міжстатевої дружби у підлітків зростає з віком, як дівчата, так і хлопці відчувають міцніші товариські стосунки та просоціальну підтримку зі своїми друзями однієї статі. Проте хлопчики-підлітки стверджували, що відчувають, ніби їхні товариші надають більшу підтримку щодо самооцінки, ніж чоловіки. На додаток до цих висновків, дослідження прийшло до висновку, що підлітки з переважно міжстатевими дружніми стосунками в цьому віці сприймаються як менш прийнятні в суспільстві, а не досягають соціальних або поведінкових ускладнень, як це спостерігалося у дітей до середнього дитинства.

### Дотики та сексуальна активність у міжстатевих стосунках
Результати опитування про сексуальні стосунки з друзями
Досліджуючи міжстатеву дружбу, Міллер, Деніс, Діас і Ранджит виявили, що коли чоловіки вважають дружбу суто платонічною, вони більш відкриті до дотиків до своєї подруги. Однак, коли вони думають, що у відносинах може зростати інтимність, вони менш схильні до випадкових дотиків. На противагу цьому, було виявлено протилежне, коли мова йде про жінок. Міллер та ін. виявили, що жінки відчувають більший дискомфорт, коли до них торкається їхній різностатевий друг у публічній ситуації, ніж чоловіки. Коли між різностатевими друзями відбувається дотик, незалежно від того, наскільки близькими є їхні дружні стосунки, чоловіки, як правило, більше збуджуються від дотиків, ніж жінки. Дослідники припускають, що на результати дослідження могло вплинути упередження щодо соціальної бажаності, оскільки жінки можуть бути менш схильні визнавати збудження від дотиків різностатевого друга через страх бути негативно оціненими іншими.
Афіфі та Фолкнер досліджували випадки, коли люди вступали в сексуальні стосунки зі своїми платонічними різностатевими друзями. 51 % опитаних займалися сексом зі своїми друзями, не маючи наміру будувати з ними романтичні стосунки, а 34 % учасників зазначили, що вступали в сексуальні стосунки зі своїми друзями неодноразово. У дослідженні Афіфі та Фолкнер з тих, хто мав секс з другом, дві третини заявили, що це покращило їхні стосунки, а 56 % заявили, що ці стосунки не переросли у щось романтичне.
Сексуальні взаємодії визнаються можливим результатом міжстатевої дружби. Зважаючи на ці сексуальні відтінки, деякі вітають сексуальну напругу в їхній міжстатевій дружбі, тоді як інші відзначають, що потенційна близькість може зруйнувати їхні стосунки. Що стосується сексуальної складової, то деякі друзі не наважуються вступати в романтичні стосунки через очікуване несхвалення їхньої соціальної мережі однолітків. У різностатевих друзів часто перетинаються кола спілкування. Кожен учасник міжстатевої дружби залежить від своєї соціальної мережі в плані підтримки та інших емоційних потреб. Таким чином, потенційна втрата зв'язку з членами власної соціальної мережі, якщо романтичні стосунки не склалися, є занадто дорогою ціною для деяких різностатевих друзів, навіть якщо вони вступали в сексуальну взаємодію.

## Природа/виховання
Існують лише розрізнені етнографічні згадки про міжстатеву дружбу в різних культурах. Тому протягом більшої частини давньої історії людства міжстатеві дружби не були поширеними. Сьогодні чоловіки та жінки взаємодіють неромантично, підтримуючи в усіх контекстах: робота, спорт, освіта та хобі, але ці союзи не ґрунтуються на сексуальних намірах. Розвинені стратегії спаровування згадувалися раніше, і їх можна пов'язати з цією біологічною історією.

## Суперечки
Учасники міжстатевої дружби стикаються з багатьма проблемами, зокрема навчитися орієнтуватися в певному типі дружби. Чотири типи міжстатевої дружби, як визначено ГҐерреро та Чавесом, про які згадувалося раніше, це: суто платонічна, взаємний роман, бажння роману та відкидання роману. Крім того, О'Міра спочатку заявив, що чотири основні проблеми, з якими стикаються міжстатеві друзі:
1. Визначення типу емоційного зв'язку, який виник у стосунках.
2. Зіткнення з проблемою сексуальності.
3. Робота з проблемою рівності стосунків у культурному контексті гендерної нерівності.
4. Завдання зв'язків з громадськістю — представити відносини як справжні для відповідної аудиторії.[23]

Шнуновер побудував дослідження на основі виклику аудиторії О'Міри і виявив, що представники різних типів дружби Ґерреро і Чавеса можуть по-різному стикатися з викликами. Наприклад, у парах зі «взаємною романтикою» учасники можуть наближатися до попередньої романтичної стадії стосунків, і якщо їхні романтичні почуття впливають на поведінку один одного, то їх, швидше за все, сприйматимуть за романтичну пару. І навпаки, «суто платонічні» друзі повинні бути найменш схильні до того, щоб викликати у глядачів сумніви. Пари, які бажають романтики та відмовляються від романтики, також можуть бути предметом виклику аудиторії — якщо спостерігачі за дружбою бачать, що учасник поводиться романтично або визнає романтичні наміри, спостерігачі, швидше за все, сприймуть міжстатеву дружбу. як зростаючі романтичні стосунки більше, ніж як дружба.
Ще одне суперечливе питання, пов'язане з міжстатевою дружбою, яке часто піднімається: після того, як двоє романтичних партнерів закінчують свої стосунки — або, якщо говорити більш розмовною мовою, «розлучаються» — чи можуть вони залишатися платонічними друзями? Кенні та Шнайдер дійшли трьох основних висновків щодо міжстатевої дружби з романтичною історією. По-перше, ребрендинг розірваних романтичних стосунків у дружбу є поширеним явищем у сучасній американській культурі. По-друге, існують певні предиктори того, чи виникне дружба після романтичних стосунків. Одним з вирішальних факторів є те, чи існувала платонічна дружба до романтичних стосунків. Оскільки партнери знали, як поводитися у дружбі один з одним до романтичних стосунків, вони з більшою ймовірністю залишаться друзями і після них. По-третє, атмосфера, в якій стався розрив, визначала ймовірність дружби після нього. Кенні та Шнайдер наводять докази того, що більш значущим показником майбутньої дружби є спілкування, в якому стався розрив, а не особа, яка першою ініціювала розрив.
Дивлячись на те, як функціонують одностатеві стосунки між чоловіками та жінками, чоловіки, як правило, більше говорять про свої проблеми та більше відкриваються жінкам, а не про свою іншу чоловічу дружбу, що, як правило, сприяє дещо сірій зоні очікуваного коли чоловік і жінка дружать. Міжстатева дружба може існувати після шлюбу, коли подружня пара виходить із фази пристрасті. Оригінальні почуття під час побачень — це почуття пристрасті та те, що багато хто описує як кохання, однак у міру того, як стосунки розвиваються протягом років і переходять у шлюб, дослідження виявили, що ці почуття зменшуються та перетворюються на дружбу. Це тема суперечок, оскільки дехто стверджує, що це не можна назвати міжстатевою «дружбою», а скоріше романтичними стосунками, однак дослідження Алана Бута та Елейн Гесс показує, що майже всі міжстатеві дружби можуть мати сексуальні/романтичні стосунки, однак це не знижує дружбу. «Зона друзів» також зосереджена на аргументі про те, що двоє людей протилежної статі ніколи не можуть бути друзями, і багато хто каже, що дружба не може виникнути після того, як одна зі сторін показала, що вони мають романтичні почуття до іншої. Це збігається з питаннями про те, чи могли залучені сторони мати або зараз відчувати романтичні почуття одна до одної, чи дружба повинна базуватися виключно на почуттях платонічної дружби протягом усього періоду дружби. Визначення міжстатевої дружби, яке дає Дж. Дональд О'Міра, — це стосунки між чоловіком і жінкою, які не зосереджені насамперед на романтиці, але не завжди позбавлені романтичних почуттів, тобто колись одна сторона була в «френд-зона», доки стосунки спрямовані в першу чергу на дружбу, це все одно міжстатева дружба.
Дослідники психології дитячого розвитку, зокрема Донна М. Ковач, Джеффрі Г. Паркер та Лоїс В. Хоффман, вивчали міжстатеву дружбу серед дітей і виявили відсутність такого типу дружби у молодшому віці. Це викликало занепокоєння у дослідників, які обговорювали, як це може бути пов'язано з більшим розділенням статей у молодшому віці, що може посилити визначені суспільством гендерні ролі і перешкоджати виникненню таких типів дружби, які можуть бути корисними для розвитку.